# Iain Ramsay
Iain Ramsay (Perth, 27 febbraio 1988) è un calciatore australiano naturalizzato filippino, centrocampista del Rockdale Ilinden.

## Carriera

### Club
Dopo le esperienze giovanili tra il Llanelli, il Gretna, il Sydney Olympic e il Sydney FC, Ramsay debutta tra i professionisti nel 2010 con il Sydney FC. Successivamente si afferma con l'Adelaide United e il Melbourne City in A-League. Nel 2015 si trasferisce al Tractor Sazi in Iran, per poi intraprendere una lunga carriera internazionale che lo vede giocare per il Ceres-Negros nelle Filippine, il FELDA United in Malesia, e diverse squadre thailandesi tra cui Sukhothai, PT Prachuap, Nongbua Pitchaya, Lamphun Warrior e Chiangmai United. Dal 2023 milita nel Rockdale Ilinden in Australia.

### Nazionale
Naturalizzato filippino, Ramsay ha rappresentato la nazionale di calcio delle Filippine tra il 2015 e il 2022, totalizzando 36 presenze e 5 reti.

## Statistiche

### Cronologia presenze e reti in nazionale
| Cronologia completa delle presenze e delle reti in nazionale ― Filippine | Cronologia completa delle presenze e delle reti in nazionale ― Filippine | Cronologia completa delle presenze e delle reti in nazionale ― Filippine | Cronologia completa delle presenze e delle reti in nazionale ― Filippine | Cronologia completa delle presenze e delle reti in nazionale ― Filippine | Cronologia completa delle presenze e delle reti in nazionale ― Filippine | Cronologia completa delle presenze e delle reti in nazionale ― Filippine | Cronologia completa delle presenze e delle reti in nazionale ― Filippine |
| Data                                                                     | Città                                                                    | In casa                                                                  | Risultato                                                                | Ospiti                                                                   | Competizione                                                             | Reti                                                                     | Note                                                                     |
| ------------------------------------------------------------------------ | ------------------------------------------------------------------------ | ------------------------------------------------------------------------ | ------------------------------------------------------------------------ | ------------------------------------------------------------------------ | ------------------------------------------------------------------------ | ------------------------------------------------------------------------ | ------------------------------------------------------------------------ |
| 7-1-2019                                                                 | Dubai                                                                    | Corea del Sud                                                            | 1 – 0                                                                    | Filippine                                                                | Coppa d'Asia 2019 - 1º turno                                             | -                                                                        | 75’                                                                      |
| Totale                                                                   |                                                                          | Presenze                                                                 | 1                                                                        |                                                                          | Reti                                                                     | 0                                                                        |                                                                          |